# Баргоне (Ђенова)
Баргоне је насеље у Италији у округу Ђенова, региону Лигурија.
Према процени из 2011. у насељу је живело 321 становника. Насеље се налази на надморској висини од 295 м.